# Camponotus klaesii
Camponotus klaesii é uma espécie de inseto do gênero Camponotus, pertencente à família Formicidae.